# Musée municipal de Subotica
Le musée municipal de Subotica (en serbe cyrillique : Градски музеј Суботица ; en serbe latin : Gradski muzej Subotica) est situé à Subotica, dans la province de Voïvodine et dans le district de Bačka septentrionale, en Serbie. Le bâtiment qui l'héberge est inscrit sur la liste des monuments culturels protégés (identifiant no SK 2081).

## Bâtiment

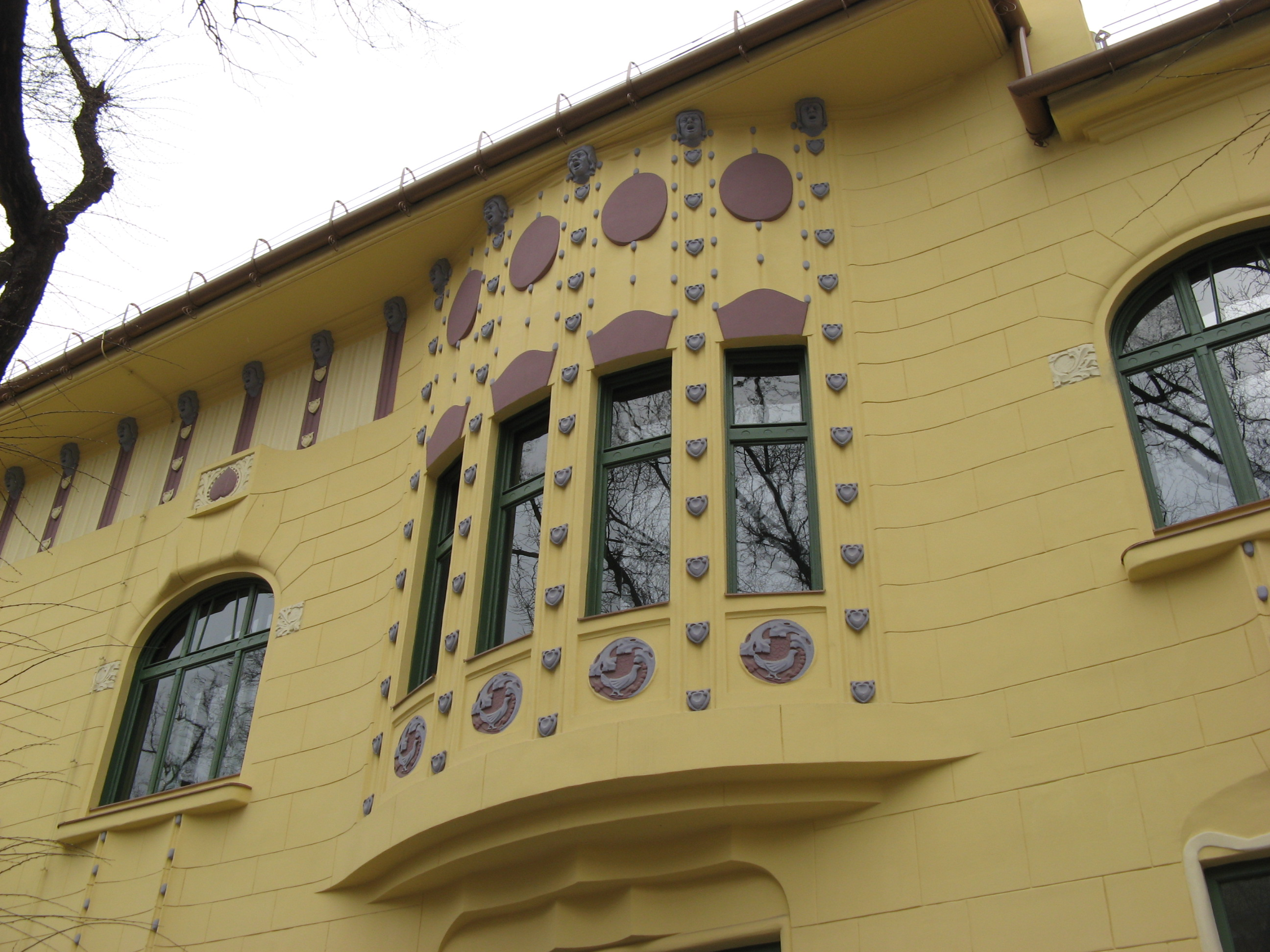
Détail de la façade.

Le bâtiment a été construit pour le pédiatre Miksa Dömötör (1868–1944) sur des plans des architectes de Budapest József et László Vágó, dans un style caractéristique de l'Art nouveau ; il a été achevé en 1906 ; parmi les éléments de décoration présents sur l'édifice figure le motif de l'oiseau, fréquent dans l'œuvre des frères Vágó. Entre 1944 et 2007, il a servi de siège à la maison d'édition Minerva ; il a été transformé en musée en 2008.

## Musée
Le musée abrite plusieurs collection, dont une consacrée à l'archéologie, qui conserve des objets allant de la Préhistoire au Moyen Âge, trouvés sur les sites de la région. Il abrite aussi des collections d'ethnographie, d'histoire et d'histoire naturelle. Il possède également une collection d'art, notamment une collection d'art hongrois en Voïvodine entre 1830 et 1930, ainsi que des legs de Gábor Almási, Miloš Babić, Ana Bešlić, Đorđe Bošan, Lajos Husvéth, Sándor Lifka et Sándor Torok et une collection d'œuvres d'artistes yougoslaves.
Le musée municipal gère aussi le musée de Bačka Topola, dans le château de Pál Kray, une maison ethographique et un atelier de charron et de forgeron dans la même ville.